# Cornebarrieu
Cornebarrieu – miejscowość i gmina we Francji, w regionie Oksytania, w departamencie Górna Garonna.
Według danych na rok 1990 gminę zamieszkiwały 3794 osoby, a gęstość zaludnienia wynosiła 203 osób/km² (wśród 3020 gmin regionu Midi-Pireneje Cornebarrieu plasuje się na 83. miejscu pod względem liczby ludności, natomiast pod względem powierzchni na miejscu 605.).